# Aclis californica
Aclis californica är en snäckart som beskrevs av Bartsch 1927. Aclis californica ingår i släktet Aclis och familjen Aclididae. Inga underarter finns listade i Catalogue of Life.